# Legnjevi
Legnjevi (Caprimulgidae), porodica ptica iz reda Caprimulgiformes (širokljunke). 

## Opis i ponašanje
Legnjevi su ptice srednje veličine. Aktivni su tijekom noći ili u zoru i večer. Imaju duga krila, kratke noge i vrlo kratak kljun. Dobili su latinski naziv Caprimulgidae zato što to znači "sisač koza", jer se prije smatralo da piju mlijeko koza. Obično se gnijezde na tlu.
Legnjevi žive u cijelom svijetu. Najaktivniji su u kasno podne, rano jutro ili tijekom noći, a hrane se uglavnom velikim noćnim letećim kukcima.
Većina njih ima kratka stopala kojima loše hodaju i duga i zašiljena krila. Njihovo mekano perje je prugasto i podsjeća na lišće ili koru drveta. Neke vrste, što je neobično za ptice, sjede uzduž grane umjesto poprijeko. To ih skriva tijekom dana. Najviše vole stanište s dosta paprati.
Vrsta Phalaenoptilus nuttallii je jedinstvena ptica koja može hibernirati nekoliko tjedana, ili čak mjeseci. Drugi legnjevi mogu to isto, ali samo tijekom kraćeg perioda.
Legnjevi nesu jedno ili dva pjegava jaja direktno na golo tlo. Smatra se da legnjevi prenose jaja ili ptiće ne sigurnije mjesto u svom kljunu ako dođe do opasnosti. Ovo se spominjalo mnogo puta u knjigama o ornitologiji, ali znanstvenici su našli vrlo malo dokaza za ovo u svojim istraživanjima.

## Sistematika
Ova porodica se sastoji od rodova:
- Caprimulgus
- Chordeiles
- Eleothreptus
- Eurostopodus
- Hydropsalis
- Lurocalis
- Macrodipteryx
- Macropsalis
- Nyctidromus
- Nyctiphrynus
- Nyctiprogne
- Phalaenoptilus
- Podager
- Siphonorhis
- Uropsalis
- Veles